# Alles in Handarbeit
Alles in Handarbeit (Originaltitel: Hardly Working) ist eine 1979 gedrehte Slapstick-Filmkomödie von und mit Jerry Lewis. Der von den Kritikern miserabel rezensierte Film erschien im deutschsprachigen Raum am 31. Januar 1980 in den Kinos. In den USA erschien er erst am 3. April 1981.

## Handlung
Bo Hooper hatte schon zahlreiche Jobs; zuletzt war er als Zirkusclown engagiert. Nach Schließung des Zirkus wohnt er bei seiner Schwester und versucht sich an einer Fülle von Arbeiten, die alle an seiner Tollpatschigkeit scheitern. Wenigstens lernt er bei einem Engagement als Tankstellenwärter seine große Liebe Millie kennen. Erst als Postbote hat man mehr Geduld mit ihm. Schließlich kann er in seinen alten Beruf zurückkehren.

## Kritik
Roger Ebert hielt den Film für „einen der schlechtesten Filme, die jemals in diesem Land kommerzielle Auswertung erfuhren. Kein Wunder, dass er zwei Jahre auf Halde lag.“ In seinem „Movie Guide“ bemerkt Leonard Maltin, die (aus alten Filmen montierte) „Eingangssequenz sei lustiger als alles, was folge“. Das Lexikon des internationalen Films sah einen „Jerry Lewis-Film mit nur wenigen originellen Gags, der durch Sentimentalität und inhaltliche Schwammigkeit enttäuscht.“ Cinema bedauert: „Schade, Jerry Lewis verkommt zur blanken Selbstparodie.“ Der Fischer Film Almanach 1981 befand, dass die „clowneske Parabel über das Thema Arbeitslosigkeit“ „ziemlich schlampig erzählt“ sei.

## Bemerkungen
Der erste Lewis-Film nach acht Jahren – acht Jahre nach einem bis heute unveröffentlichten – bedeutete ein künstlerisches Desaster, war kommerziell jedoch relativ erfolgreich.